# Pottenbrunn
Der Ort Pottenbrunn liegt in Niederösterreich an der Traisen und der S33 zwischen Herzogenburg und St. Pölten, von wo es etwa sieben Kilometer entfernt ist. Er ist seit seiner Eingemeindung 1971 ein Stadtteil von St. Pölten.
An Pottenbrunn grenzen die Stadtteile Radlberg, Ratzersdorf und Wagram.
Im Osten grenzt die Ortschaft an Böheimkirchen, im Nordosten an Kapelln und im Norden an Herzogenburg.

## Name
Der Name Pottenbrunn, ursprünglich als Potilinesprunnin oder Potinbrunnin genannt, lässt auf eine Ansiedlung, die an einem Brunnen lag und einem gewissen Poto oder Potilo gehörte, zurückführen. Der Name Wasserburg ist auf das dort befindliche Schloss, um das die Ortschaft entstand, zurückzuführen.

## Geschichte
Das Gebiet des heutigen Pottenbrunns war schon in der Jungsteinzeit besiedelt, was diverse Funde belegen.
Der Ort entstand aus den beiden ursprünglich getrennten und unter verschiedener Grundherrschaft stehenden Orten Ober- und Niederpottenbrunn, die bis 1623 auch je eine Kirche und je eine Schule besaßen.
Pottenbrunn wurde 890 erstmals urkundlich als Potilinesprunnin erwähnt. Eines der beiden Zentren dürfte um 1200 den Namen Wihselbrunne getragen haben.
Ober- und Niederpottenbrunn wurden von verschiedenen Grundherren verwaltet. Eine Urkunde vom 19. Mai 1353 zeigt zwei Siegel: eines von Jans von Pottenbrunn (Eigentümer des alten Schlosses), der den Rittern von Pottenbrunn zuzuzählen ist, und eines von Jans Alachter von Pottenbrunn. Die beiden Jans waren Vettern.
Die untere Pfarrkirche Zum Heiligen Kreuz, die 1637 abbrannte und 1683 von den Türken weitgehend zerstört wurde, wurde 1730 endgültig abgetragen. Die obere Kirche Zum Hl. Ulrich wurde um das Jahr 1000 erbaut.
1927 wurde unter Bürgermeister Anton Hinterwallner (1927–1938) Pottenbrunn zum Markt erhoben.
1972 wurde die selbstständige Marktgemeinde Pottenbrunn nach einem Beschluss des Niederösterreichischen Landtages unter großem Protest der Bevölkerung in die Stadt St. Pölten eingemeindet. 95 % der Pottenbrunner Bevölkerung unterschrieben eine Stellungnahme gegen die Eingemeindung. Der Gemeinderat beschloss einstimmig die Ablehnung, was jedoch nicht den gewünschten Erfolg brachte.
Durch einen Dammbruch war Pottenbrunn stark vom Hochwasser in Mitteleuropa im September 2024 betroffen.

## Kultur und Sehenswürdigkeiten

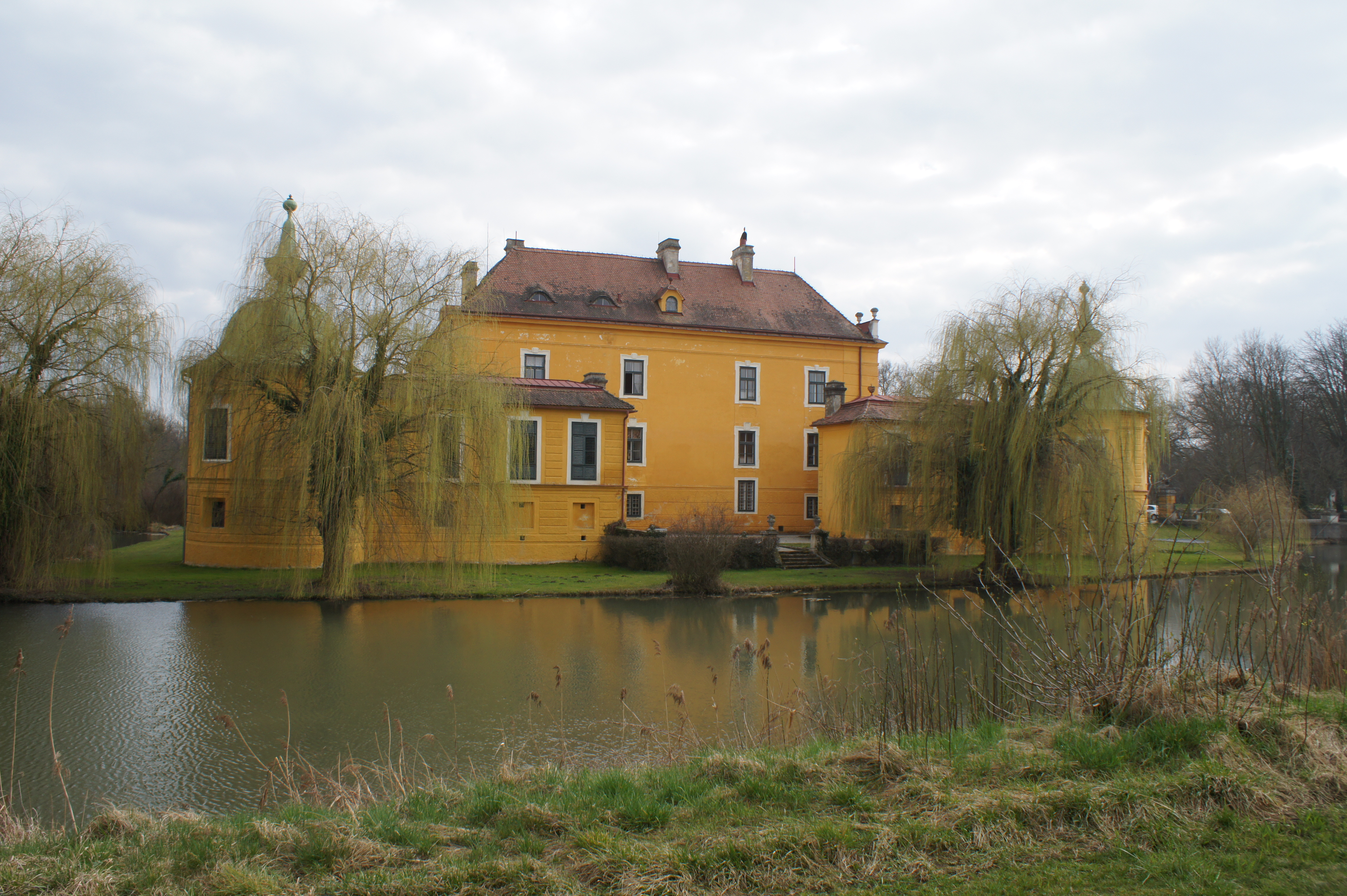
Schloss Wasserburg

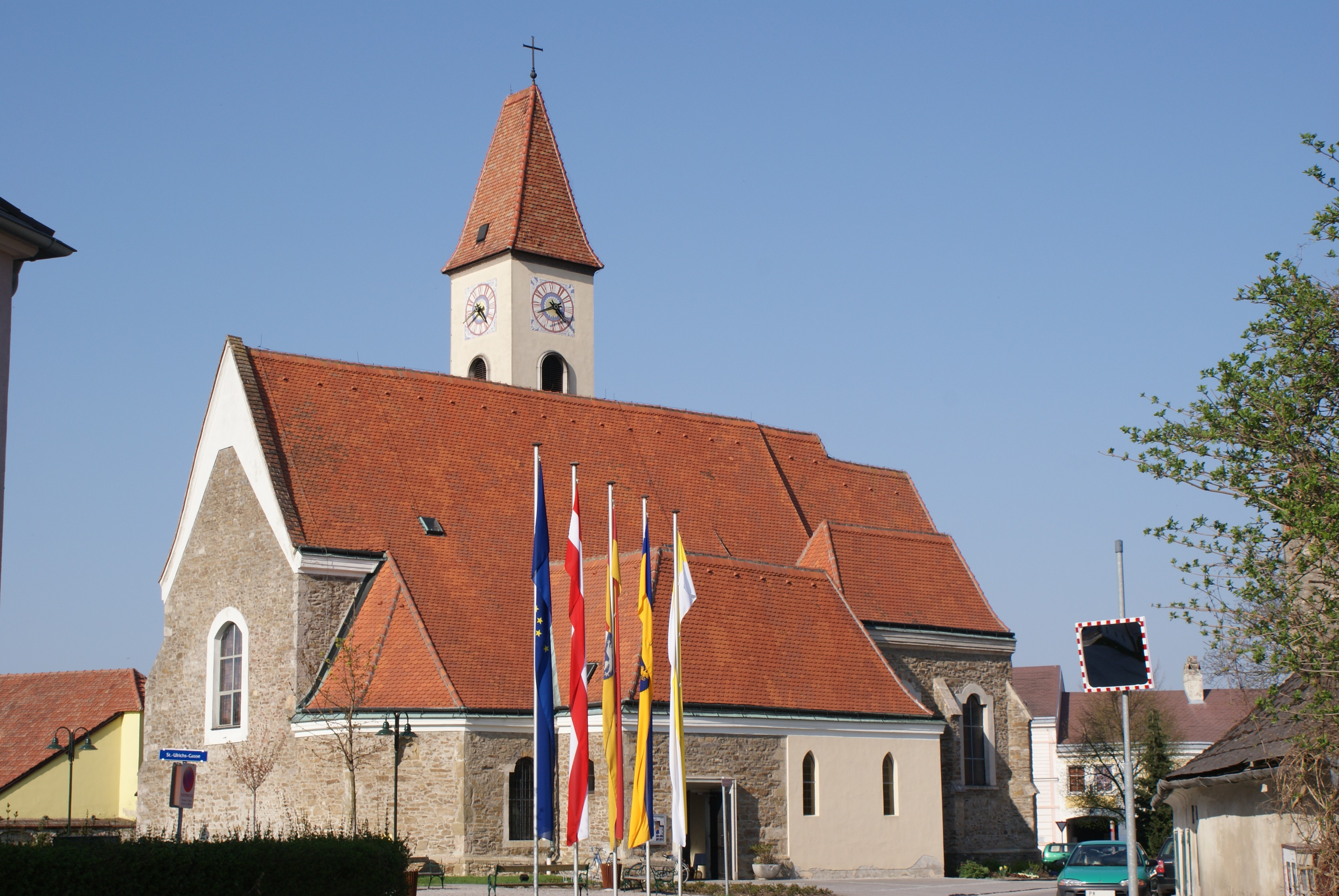
Pfarrkirche Pottenbrunn

- Schloss Pottenbrunn, ein Renaissanceschloss
- Schloss Wasserburg, ein Barockschloss
- Katholische Pfarrkirche Pottenbrunn Hl. Ulrich
- Gräberfeld: Das frühmittelalterliche Gräberfeld von Pottenbrunn umfasst 199 Skelette (49 Männer, 51 Frauen und 98 Kinder). Der überwiegende Teil ist sehr gut erhalten und konnte daher einer eingehenden morphologischen und metrischen Untersuchung unterzogen werden.
- Der Verein Theater & Show Szenario besteht seit 1999 und hat sich in dieser Zeit im niederösterreichischen Zentralraum etabliert. Das Team hat etwa drei Produktionen im Jahr, die im Pottenbrunner Pfarrheim und im Park des Schlosses als Sommertheater aufgeführt werden.
- 2004 wurde der Verein Theaterensemble Namenlos gegründet. Das Team spielt jährlich im Herbst selbst geschriebene Produktionen im Volksheim Pottenbrunn.

Ortsbildgestaltung
Im Rahmen des europäischen Wettbewerbes Entente Florale Europe wurde Pottenbrunn 1987 zum Schönsten Blumendorf Europas gekürt und damit mit einer Goldmedaille in der Kategorie Dorf ausgezeichnet.

## Wirtschaft und Infrastruktur

### Ansässige Unternehmen
- Geberit
- Ziegelwerk Nicoloso mit aktivem Ringofen[4]

### Bildung
- Hauptschule mit Schwerpunkt Ökologie
- Volksschule
- Lernwerkstatt Pottenbrunn, eine Privatschule mit Öffentlichkeitsrecht, basierend auf den pädagogischen Grundsätzen von Piaget und Rebeca und Mauricio Wild.

### Gesundheit und Soziales
In Pottenbrunn befindet sich neben einem Pflegeheim eine Rettungsstelle des Arbeiter-Samariter-Bundes.

## Politik
Als Katastralgemeinde von St. Pölten hat Pottenbrunn keinen eigenen Gemeinderat, die Bürgermeister vor 1972 finden sich in der Liste der Bürgermeister von St. Pölten.

## Persönlichkeiten
- Anselm Feldhorn (1738–1798), Benediktiner-Abt des Stifts Göttweig
- Emmy Feiks-Waldhäusl (1899–1975), Schriftstellerin
- Adele List (1893–1983), Modistin
- Emil Schmid (1912–1994), Maler und Grafiker